# Robyn Selby Smith
Robyn Selby Smith (Melbourne, 26 de noviembre de 1980) es una deportista australiana que compitió en remo.
Ganó cuatro medallas en el Campeonato Mundial de Remo, en los años 2005 y 2006. Participó en los Juegos Olímpicos de Londres 2012, ocupando el sexto lugar en la prueba de ocho con timonel.

## Palmarés internacional
| Campeonato Mundial | Campeonato Mundial | Campeonato Mundial | Campeonato Mundial |
| Año                | Lugar              | Medalla            | Prueba             |
| ------------------ | ------------------ | ------------------ | ------------------ |
| 2005               | Kaizu (Japón)      | Medalla de oro     | Cuatro sin timonel |
| 2005               | Kaizu (Japón)      | Medalla de oro     | Ocho con timonel   |
| 2006               | Eton (Reino Unido) | Medalla de oro     | Cuatro sin timonel |
| 2006               | Eton (Reino Unido) | Medalla de bronce  | Ocho con timonel   |